# Alcima pictor
Alcima pictor är en stekelart som beskrevs av Aubert 1971. Alcima pictor ingår i släktet Alcima och familjen brokparasitsteklar. Inga underarter finns listade i Catalogue of Life.